# Scopofobie
Scopofobia sau scoptofobia (din greacă σκοπέω - skopeō, a se uita, a examina” și φόβος - phobos, “frică”) este o boală de anxietate caracterizată prin frica irațională ca alți oameni să se uite atent sau să se holbeze la persoana respectivă. Este înrudită cu Oftalmofobia( din greacă ὀφθαλμός-ophthalmos, "ochi”). Scopofobia poate fi asociată cu o frică patologică a persoanei în cauză de a atrage atenția spre sine.

## Cauze
Scopofobia este o fobie unică în care teama de a fi privit este considerată atât o fobie socială cât și o fobie specifică, pentru că este o manifestare specifică care are loc într-un cadru social. Majoritatea fobiilor se încadrează într-una din aceste categorii( socială și specifică) însă Scopofobia poate fi plasată în ambele. 

În general, ca orice altă fobie, Scopofobia apare în urma unei traume suferite de persoana respectivă. În mod evident în acest caz, persoana respectivă a fost victima unei umilințe publice în copilărie. Este de asemenea foarte posibil ca persoana care suferă de scopofobie să fie foarte des în atenția celorlalți, probabil datorită unei malformații sau a unei boli fizice.

## Simptome și efecte
Persoanele cu scopofobie în general, prezintă simptome în situații sociale atunci când atenția se concentrează asupra lor. Un exemplu concret al unei situații sociale în care acest lucru poate avea loc ar fi vorbitul în fața unui grup mare de oameni.Există multe alte mecanisme de declanșare a anxietatății sociale. Câteva exemple includ: a fi prezentat unor oameni noi, a fi tachinat și / sau criticat, a fi pus într-o situație stânjenitoare, și chiar a răspunde la un telefon mobil în public.

Adesea scopofobia va duce la simptome comune cu alte tulburări de anxietate. Multe dintre simptomele de scopofobie includ: un sentiment irațional de panică, teroare, groază, bătăi rapide ale inimii, dificultăți de respiratie, greață, gura uscată, tremurături, și anxietate. Alte simptome legate de scopofobie sunt: hiperventilație, tensiune musculară, amețeală, agitare sau tremurături incontrolabile, umezire excesivă a ochilor sau roșeață oculară.